# Daniel Noboa
Daniel Roy Gilchrist Noboa Azín (Miami, 1987. november 30. –) ecuadori közgazdász, vállalkozó, politikus, az ország elnöke (2023-tól).

## Életpályája
Nagyapja szegény ültetvényesből lett Ecuador legvagyonosabb embere. Apja, Álvaro Noboa – aki ötször próbálkozott az elnöki szék megszerzésével, ám kudarcot vallott – a banánexport mellett számos vállalkozással bővítette a 2023-ra világszerte 110 cégből álló, több tízezer alkalmazottat foglalkoztató csoportot, amely a mezőgazdaságon kívül a pénzügyi szektorban, az ingatlanüzletben és a szállítmányozásban is érdekelt.
Ő maga önálló üzletember, első vállalkozását, a DNA Entertainment Groupot 18 évesen alapította, majd később más, logisztikával és ingatlanokkal kapcsolatos vállalkozásokba kezdett. Felsőfokú tanulmányait az Egyesült Államokban végezte. A New York Egyetemen közgazdaságtanból diplomázott (2010), de járt a George Washington Egyetemre is, ahol stratégiai- és politikai kommunikáció-menedzsmentből szerzett mesterdiplomát (2022).
2021 és 2023 között Santa Elena tartomány nemzetgyűlésének tagjaként politizált, ahol a Gazdasági, Termelési és Mikrovállalkozás-fejlesztési Bizottságnak volt az elnöke. 2022 végén saját pártot alapított, a jobbközép Nemzeti Demokratikus Akciót (ADN), amely a 2023. augusztusi parlamenti választásokon a harmadik legtöbb mandátumot szerezte meg. Guillermo Lasso államfő ellen korrupciós vádak merültek fel, ő pedig – hogy elkerülje a megbuktatását és a felelősségre vonást – 2023 májusban előrehozott választást írt ki. Noboa az elnökválasztás során szociális elemekkel átszőtt, centrista politikai, illetve neoliberális gazdasági programmal kampányolt.
Legfőbb ígérete a gazdasági válság felszámolása és a kábítószerbandák elleni könyörtelen fellépés volt. Az első fordulót követően a szavazatok 23%-ával a második helyen végzett, míg az október 15-ei második fordulót magabiztosan nyerte – a szavazatok 52,3%-ával –, baloldali riválisa, Luisa González előtt. Hivatalát az év végén foglalja majd el, ám mindössze másfél éve lesz rá (2023 novemberétől 2025 májusáig), ugyanis ennyi maradt a leköszönt elnök mandátumából, aminek a kitöltésére megválasztották.
Hivatalát 2023. november 23-án foglalta el.
A 2025 februárjában megtartott elnökválasztás első fordulóját megnyerte a – második helyen végző – baloldali Luisa Gonzálezzel szemben.